# قلالة

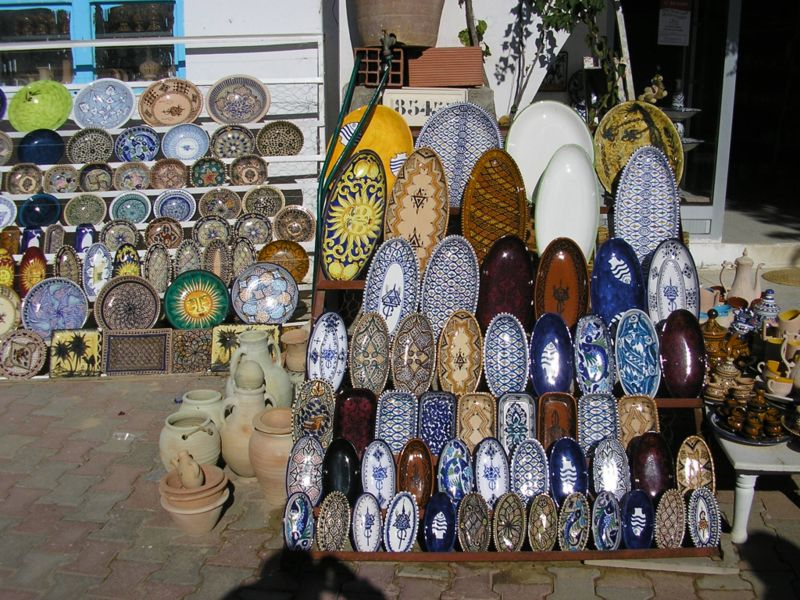
صناعة الفخار بقلالة

قلالة مدينة بجزيرة جربة بالجنوب التونسي. تقع في معتمدية جربة أجيم، إحدى معتمديات جزيرة جربة الثلاثة، وهي شهيرة بصناعة الفخار.

### مواضيع ذات علاقة
- جربة.
- معتمدية جربة أجيم.
- حومة السوق.
- أجيم.